# بيرسي فرينش
بيرسي فرينش (بالإنجليزية: Percy French)‏ هو كاتب أغاني ومهندس ورسام وملحن أيرلندي، ولد في 1 مايو 1854 في مقاطعة روسكومون في جمهورية أيرلندا، وتوفي في 24 يناير 1920 في مرزيسايد في المملكة المتحدة بسبب ذات الرئة.

## وصلات خارجية
- بيرسي فرينش على موقع IMDb (الإنجليزية)
- بيرسي فرينش على موقع ميوزك برينز (الإنجليزية)
- بيرسي فرينش على موقع أول ميوزيك (الإنجليزية)
- بيرسي فرينش على موقع ديسكوغز (الإنجليزية)